# Сирбі (Біхор)
Сирбі (рум. Sârbi) — село у повіті Біхор в Румунії. Адміністративний центр комуни Сирбі.
Село розташоване на відстані 434 км на північний захід від Бухареста, 20 км на північний схід від Ораді, 121 км на північний захід від Клуж-Напоки.

## Населення
За даними перепису населення 2002 року у селі проживали 1088 осіб.
Національний склад населення села:
| Національність | Кількість осіб | Відсоток |
| -------------- | -------------- | -------- |
| румуни         | 1051           | 96,6%    |
| угорці         | 24             | 2,2%     |
| цигани         | 13             | 1,2%     |

Рідною мовою назвали:
| Мова      | Кількість осіб | Відсоток |
| --------- | -------------- | -------- |
| румунська | 1053           | 96,8%    |
| угорська  | 22             | 2,0%     |
| циганська | 13             | 1,2%     |